# Zoological Society of Southern Africa
Die Zoological Society of Southern Africa (kurz ZSSA, deutsch Zoologische Gesellschaft des Südlichen Afrika) ist die Gesellschaft zur Förderung der Zoologie im Südlichen Afrika südlich des Kunene und Sambesi. Sie wurde am 11. März 1959 gegründet und hat ihren Sitz in Südafrika.
Die Gesellschaft verfügt derzeit (Stand 2009) über etwa 400 Mitglieder, was einem Rückgang von fast 50 Prozent seit 1991 entspricht. Sie verlegt die Zeitschrift African Zoology und die Informationsschrift Aardvark.
Die ZSSA soll 2020 erstmals Gastgeber des Weltkongresses der Zoologie (International Congress of Zoology) sein.[veraltet]